# Guido de Oliveira

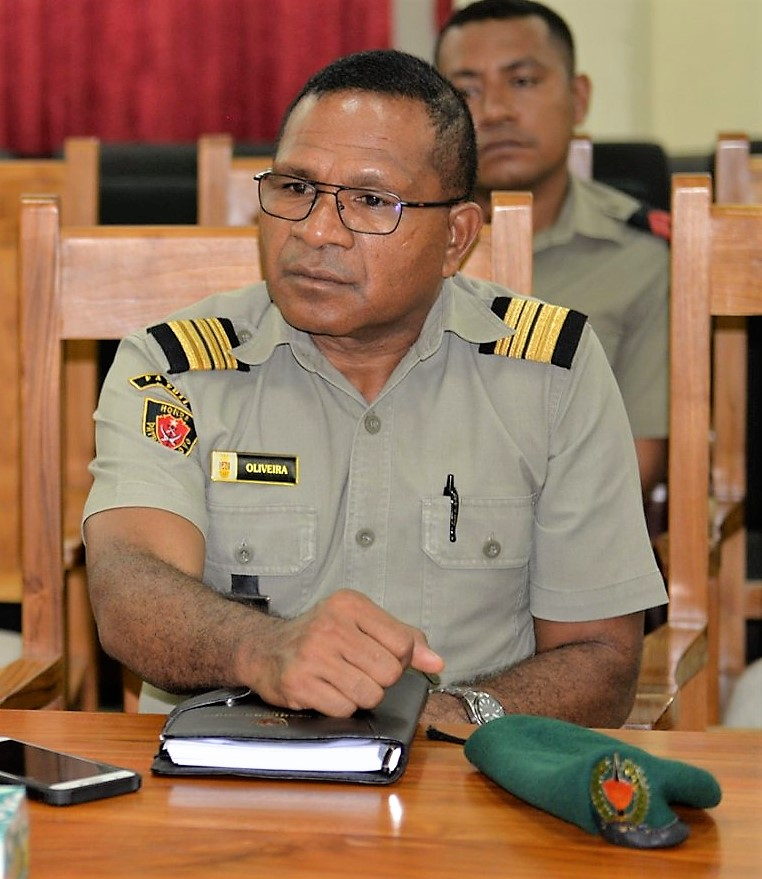
Guido de Oliveira (2020)

Guido de Oliveira ist ein osttimoresischer Offizier der Verteidigungskräfte Osttimors (F-FDTL). Seit dem 2. Februar 2020 hat er den Rang eines Oberstleutnants (Tenente-Coronel). Oliveira ist der Chef des medizinischen Dienstes der F-FDTL. Daneben ist er Präsident der Föderation für den Modernen Fünfkampf Osttimors (MOPENTIL).
2007 wurde Oliveira Mitglied der Nationalkommission zum Kampf gegen AIDS und war 2013 Kursleiter am Instituto de Defesa Nacional (IDN).